# ...But Seriously
…But Seriously là album phòng thu thứ tư của nghệ sĩ thu âm người Anh quốc Phil Collins, phát hành 20 tháng 11 năm 1989 bởi Atlantic Records cũng như Virgin Records và WEA ở nhiều thị trường khác. Quá trình ghi âm album được thực hiện từ tháng 4 đến tháng 10 năm 1989 ở nhiều phòng thu như A&M Studios ở Los Angeles, California và The Farm ở Vương quốc Anh, trong đó Collins tham gia viết lời cho toàn bộ bản thu âm, với sự tham gia hỗ trợ viết lời từ Daryl Stuermer và Thomas Washington, và đồng sản xuất tất cả những bài hát trong album với Hugh Padgham.
…But Seriously là tập hợp những bản thu âm pop rock, thể hiện sự chuyển biến đáng kể so với phong cách dance-pop từ album phòng thu trước của nam ca sĩ, No Jacket Required (1985), với nội dung lời bài hát đề cập đến nhiều chủ đề khác nhau, bao gồm nạn vô gia cư trong "Another Day in Paradise" và phân biệt chủng tộc trong "Colours". Mặc dù nhận được những phản ứng trái chiều từ các nhà phê bình âm nhạc, nó đã gặt hái nhiều giải thưởng và đề cử lớn tại nhiều lễ trao giải, bao gồm chiến thắng một giải thưởng Âm nhạc Mỹ năm 1991 cho Album Pop/Rock được yêu thích nhất và một giải thưởng âm nhạc Billboard năm 1990 cho Album số một thế giới, cũng như nhận được một đề cử giải Grammy ở hạng mục Album của năm.
Sau khi phát hành, album đã gặt hái những thành công vượt trội về mặt thương mại, đứng đầu các bảng xếp hạng ở tất cả những quốc gia nó xuất hiện. Tại Anh quốc, …But Seriously trở thành album bán chạy nhất mùa Giáng sinh năm 1989 và là album bán chạy nhất năm 1990 tại đây, với 15 không liên tiếp ở vị trí quán quân. Tại Hoa Kỳ, nó đạt vị trí số một trên bảng xếp hạng Billboard 200 trong bốn tuần không liên tiếp, và được chứng nhận bốn đĩa Bạch kim từ Hiệp hội Công nghiệp ghi âm Mỹ (RIAA), công nhận bốn triệu bản đã được tiêu thụ tại đây.
Sáu đĩa đơn đã được phát hành từ album, trong đó đĩa đơn đầu tiên "Another Day in Paradise" đã trở thành một trong những bài hát thành công nhất trong sự nghiệp của Collins, đứng đầu các bảng xếp hạng ở nhiều quốc gia và chiến thắng một giải Brit cho Đĩa đơn Anh quốc và một giải Grammy cho Thu âm của năm. Ba đĩa đơn khác từ album đều lọt vào top 5 ở Hoa Kỳ, bao gồm "I Wish It Would Rain Down", "Something Happened on the Way to Heaven" và "Do You Remember?", trong khi hai đĩa đơn còn lại "That's Just the Way It Is" và "Hang in Long Enough" đều chỉ đạt được những thành công ít ỏi trên toàn cầu. Để quảng bá cho …But Seriously, Collins bắt tay thực hiện chuyến lưu diễn Seriously Live! với 113 buổi biểu diễn ở ba châu lục, và sau đó phát hành album trực tiếp và video Serious Hits… Live!.

## Danh sách bài hát
Tất cả các ca khúc được viết bởi Phil Collins, ngoại trừ một số ghi chú.
| …But Seriously – Bản tiêu chuẩn | …But Seriously – Bản tiêu chuẩn           | …But Seriously – Bản tiêu chuẩn             | …But Seriously – Bản tiêu chuẩn |
| STT                             | Nhan đề                                   | Sáng tác                                    | Thời lượng                      |
| ------------------------------- | ----------------------------------------- | ------------------------------------------- | ------------------------------- |
| 1.                              | "Hang in Long Enough"                     |                                             | 4:44                            |
| 2.                              | "That's Just the Way It Is"               |                                             | 5:20                            |
| 3.                              | "Do You Remember?"                        |                                             | 4:36                            |
| 4.                              | "Something Happened on the Way to Heaven" | lời: Collins, nhạc: Collins, Daryl Stuermer | 4:52                            |
| 5.                              | "Colours"                                 |                                             | 8:51                            |
| 6.                              | "I Wish It Would Rain Down"               |                                             | 5:28                            |
| 7.                              | "Another Day in Paradise"                 |                                             | 5:22                            |
| 8.                              | "Heat on the Street"                      |                                             | 3:51                            |
| 9.                              | "All of My Life"                          |                                             | 5:36                            |
| 10.                             | "Saturday Night and Sunday Morning"       | Collins, Thomas Washington                  | 1:26                            |
| 11.                             | "Father to Son"                           |                                             | 3:28                            |
| 12.                             | "Find a Way to My Heart"                  |                                             | 6:08                            |
| Tổng thời lượng:                | Tổng thời lượng:                          | Tổng thời lượng:                            | 59:42                           |

| …But Seriously – Đĩa bổ sung bản tái phát hành (2016) | …But Seriously – Đĩa bổ sung bản tái phát hành (2016)          | …But Seriously – Đĩa bổ sung bản tái phát hành (2016) |
| STT                                                   | Nhan đề                                                        | Thời lượng                                            |
| ----------------------------------------------------- | -------------------------------------------------------------- | ----------------------------------------------------- |
| 1.                                                    | "Hang in Long Enough (trực tiếp năm 1997)"                     | 4:52                                                  |
| 2.                                                    | "Something Happened on the Way to Heaven (trực tiếp năm 2004)" | 5:26                                                  |
| 3.                                                    | "Colours (trực tiếp năm 1990)"                                 | 11:20                                                 |
| 4.                                                    | "Saturday Night and Sunday Morning (trực tiếp năm 1990)"       | 1:54                                                  |
| 5.                                                    | "Always (trực tiếp năm 1990)"                                  | 4:30                                                  |
| 6.                                                    | "Find a Way to My Heart (trực tiếp năm 1997)"                  | 5:40                                                  |
| 7.                                                    | "That's How I Feel (mặt B)"                                    | 5:05                                                  |
| 8.                                                    | "You've Been in Love (That Little Bit Too Long) (mặt B)"       | 4:49                                                  |
| 9.                                                    | "Another Day in Paradise (bản thu nháp)"                       | 5:21                                                  |
| 10.                                                   | "That's Just the Way It Is (bản thu nháp)"                     | 4:54                                                  |
| 11.                                                   | "I Wish It Would Rain Down (bản thu nháp)"                     | 5:30                                                  |
| 12.                                                   | "Hang in Long Enough (bản thu nháp)"                           | 4:34                                                  |
| 13.                                                   | "Do You Remember? (bản thu nháp)"                              | 4:43                                                  |

## Xếp hạng
| Bảng xếp hạng (1989-90)             | Vị trí cao nhất |
| ----------------------------------- | --------------- |
| Album Úc (ARIA)                     | 1               |
| Album Áo (Ö3 Austria)               | 1               |
| Canada (RPM)                        | 1               |
| Canada (The Record)                 | 1               |
| Đan Mạch (Hitlisten)                | 1               |
| Album Hà Lan (Album Top 100)        | 1               |
| Châu Âu (European Top 100 Albums)   | 1               |
| Phần Lan (IFPI)                     | 1               |
| Pháp (SNEP)                         | 1               |
| Đức (Offizielle Top 100)            | 1               |
| Hy Lạp (IFPI)                       | 1               |
| Ireland (IRMA)                      | 1               |
| Ý (FIMI)                            | 1               |
| Album New Zealand (RMNZ)            | 1               |
| Album Na Uy (VG-lista)              | 1               |
| Bồ Đào Nha (AFP)                    | 1               |
| Tây Ban Nha (PROMUSICAE)            | 1               |
| Album Thụy Điển (Sverigetopplistan) | 1               |
| Album Thụy Sĩ (Schweizer Hitparade) | 1               |
| Album Anh Quốc (OCC)                | 1               |
| Album Hoa Kỳ Billboard 200          | 1               |

| Bảng xếp hạng (1989)                         | Vị trí |
| -------------------------------------------- | ------ |
| Australian Albums (ARIA)                     | 70     |
| Canadian Albums (RPM)                        | 74     |
| Dutch Albums (MegaCharts)                    | 28     |
| French Albums (SNEP)                         | 5      |
| Norwegian Autumn Period Albums (VG-lista)    | 13     |
| UK Albums (OCC)                              | 9      |
| Bảng xếp hạng (1990)                         | Vị trí |
| Australian Albums (ARIA)                     | 14     |
| Austrian Albums (Ö3 Austria)                 | 2      |
| Canadian Albums (RPM)                        | 2      |
| Dutch Albums (MegaCharts)                    | 2      |
| Europe (European Top 100 Albums)             | 1      |
| German Albums (Offizielle Top 100)           | 1      |
| Italian Albums (FIMI)                        | 3      |
| New Zealand (Recorded Music NZ)              | 4      |
| Norwegian Christmas Period Albums (VG-lista) | 5      |
| Norwegian Spring Period Albums (VG-lista)    | 10     |
| Norwegian Winter Period Albums (VG-lista)    | 1      |
| Portuguese Albums (AFP)                      | 1      |
| Swiss Albums (Schweizer Hitparade)           | 1      |
| UK Albums (OCC)                              | 1      |
| US Billboard 200                             | 2      |
| Bảng xếp hạng (1991)                         | Vị trí |
| German Albums (Offizielle Top 100)           | 76     |

| Bảng xếp hạng        | Vị trí |
| -------------------- | ------ |
| French Albums (SNEP) | 28     |
| UK Albums (OCC)      | 39     |

## Chứng nhận
| Quốc gia                                                                           | Chứng nhận  | Số đơn vị/doanh số chứng nhận |
| ---------------------------------------------------------------------------------- | ----------- | ----------------------------- |
| Argentina (CAPIF)                                                                  | 3× Bạch kim | 180.000^                      |
| Úc (ARIA)                                                                          | 5× Bạch kim | 350.000^                      |
| Áo (IFPI Áo)                                                                       | 2× Bạch kim | 100.000*                      |
| Brasil (Pro-Música Brasil)                                                         | Vàng        | 100.000*                      |
| Canada (Music Canada)                                                              | 7× Bạch kim | 700.000^                      |
| Phần Lan (Musiikkituottajat)                                                       | Bạch kim    | 74,715                        |
| Pháp (SNEP)                                                                        | Kim cương   | 1,711,100                     |
| Đức (BVMI)                                                                         | 6× Bạch kim | 3.000.000^                    |
| Hồng Kông (IFPI Hồng Kông)                                                         | Bạch kim    | 15,000*                       |
| Ý (FIMI)                                                                           | 3× Bạch kim | 300.000*                      |
| Nhật Bản (RIAJ)                                                                    | Bạch kim    | 200,000^                      |
| Hà Lan (NVPI)                                                                      | 2× Bạch kim | 200.000^                      |
| New Zealand (RMNZ)                                                                 | Bạch kim    | 15.000^                       |
| Bồ Đào Nha (AFP)                                                                   | 2× Bạch kim | 80.000^                       |
| Thụy Điển (GLF)                                                                    | Vàng        | 50.000^                       |
| Tây Ban Nha (PROMUSICAE)                                                           | 7× Bạch kim | 700.000^                      |
| Thụy Sĩ (IFPI)                                                                     | 5× Bạch kim | 250.000^                      |
| Anh Quốc (BPI)                                                                     | 9× Bạch kim | 2.700.000^                    |
| Hoa Kỳ (RIAA)                                                                      | 4× Bạch kim | 4.000.000^                    |
| * Chứng nhận dựa theo doanh số tiêu thụ. ^ Chứng nhận dựa theo doanh số nhập hàng. |             |                               |